# Louis Bastoul
Louis Bastoul (* 19. August 1753 in Montolieu, Département Aude; † 15. Januar 1801 in München, Kurfürstentum Bayern) war ein französischer General der Infanterie.

## Leben und Wirken
Mit zwanzig Jahren trat Bastoul am 8. April 1773 als Freiwilliger in die königliche Armee ein. Er kam zur Infanterie und blieb zeit seines Lebens dieser Waffengattung treu. Er konnte sich schnell bewähren und wurde bald schon befördert: Caporal (11. April 1780) und Sergeant (25. Januar 1787). Zu Beginn der Revolution wechselte er zum 8. Juli 1789 das Regiment und wurde dort noch im selben Jahr ebenfalls als Sergeant bestätigt.
Im darauffolgenden Jahr kam Bastoul als adjudant-major zur Garde nationale nach Béthune (Département Pas-de-Calais) und von dort befahl man ihn wenig später im Rang eines lieutenant-colonel zur Armée du Nord. Zum 2. Juli 1794 wechselte Bastoul als général de brigade zur Armée de Sambre-et-Meuse und kam in den Stab von General Jean-Baptiste Jourdan.
Nach weiteren Beförderungen stand Bastoul unter dem Befehl von General Jean-Baptiste Kléber und kämpfte u. a. bei Wetzlar (15. Juni 1796), Amberg (24. August 1796) und Würzburg (1./3. September 1797). Nach der Schlacht bei Neuwied (18. April 1797) kam Bastoul zu General Jean-Victor Moreau und nahm unter dessen Befehl an den Kämpfen bei Engen (3. Mai 1800) und Meßkirch (4./5. Juni 1800) teil.
Im Laufe des Jahres wechselte Bastoul in den Stab von General Jean Pierre François Bonet und kämpfte unter dessen Befehl in der Schlacht bei Hohenlinden (3. Dezember 1800). Dort wurde er schwer am Bein verwundet und man brachte ihn nach einer minimalen Erstversorgung noch am selben Tag in das Palais Rechberg nach München (Hackenviertel). In diesem Stadtpalais verweigerte er die Amputation mit den Worten „Vivre ou mourir, tout entier“. Am 15. Januar 1801 erlag er seiner Verwundung.

## Grabstätte

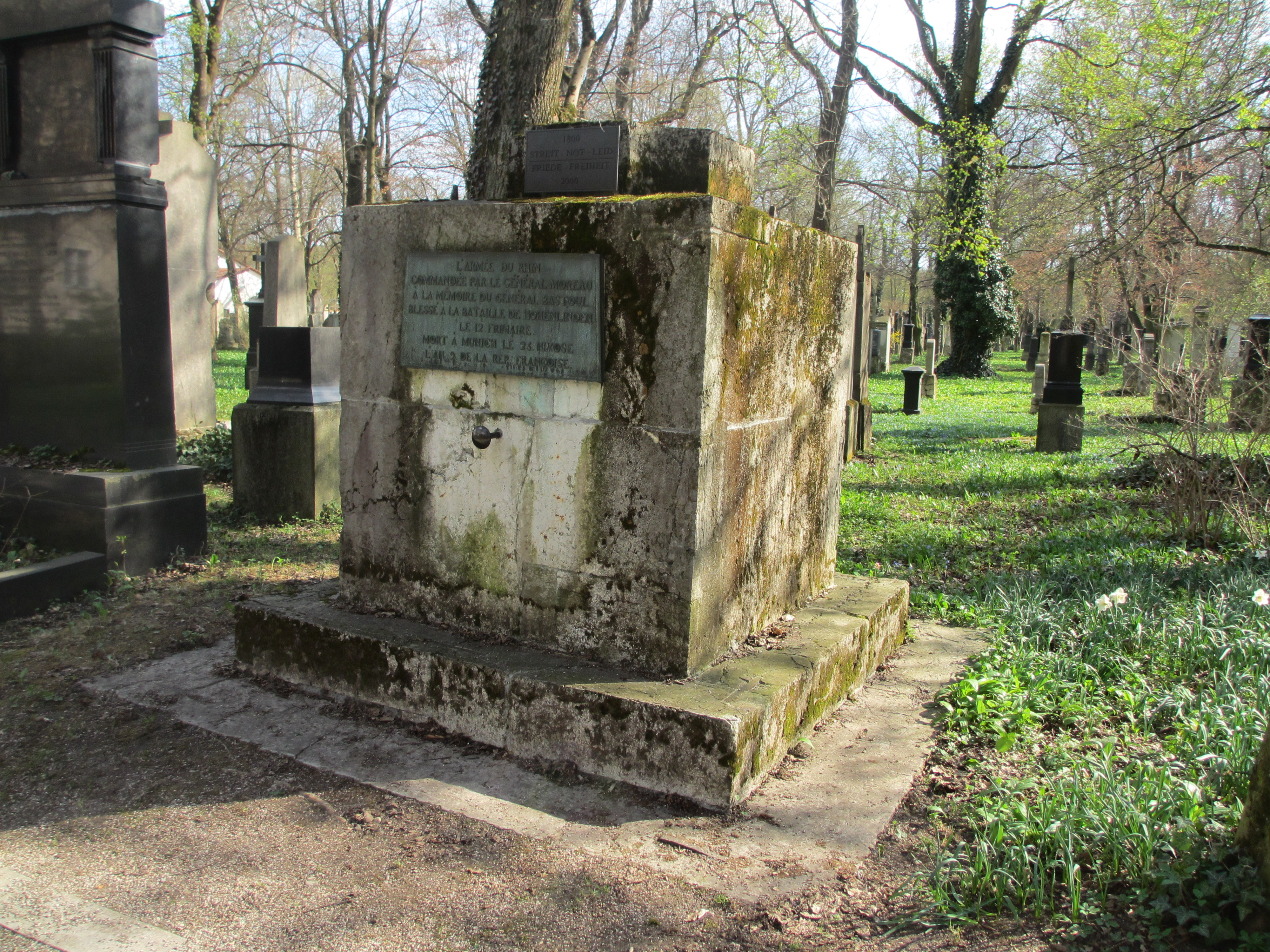
Grab von Louis Bastoul auf dem Alten Südlichen Friedhof in München

Die Grabstätte von Louis Bastoul befindet sich auf dem Alten Südlichen Friedhof in München (Gräberfeld 12 – Reihe 3 – Platz 1/3) Standort.

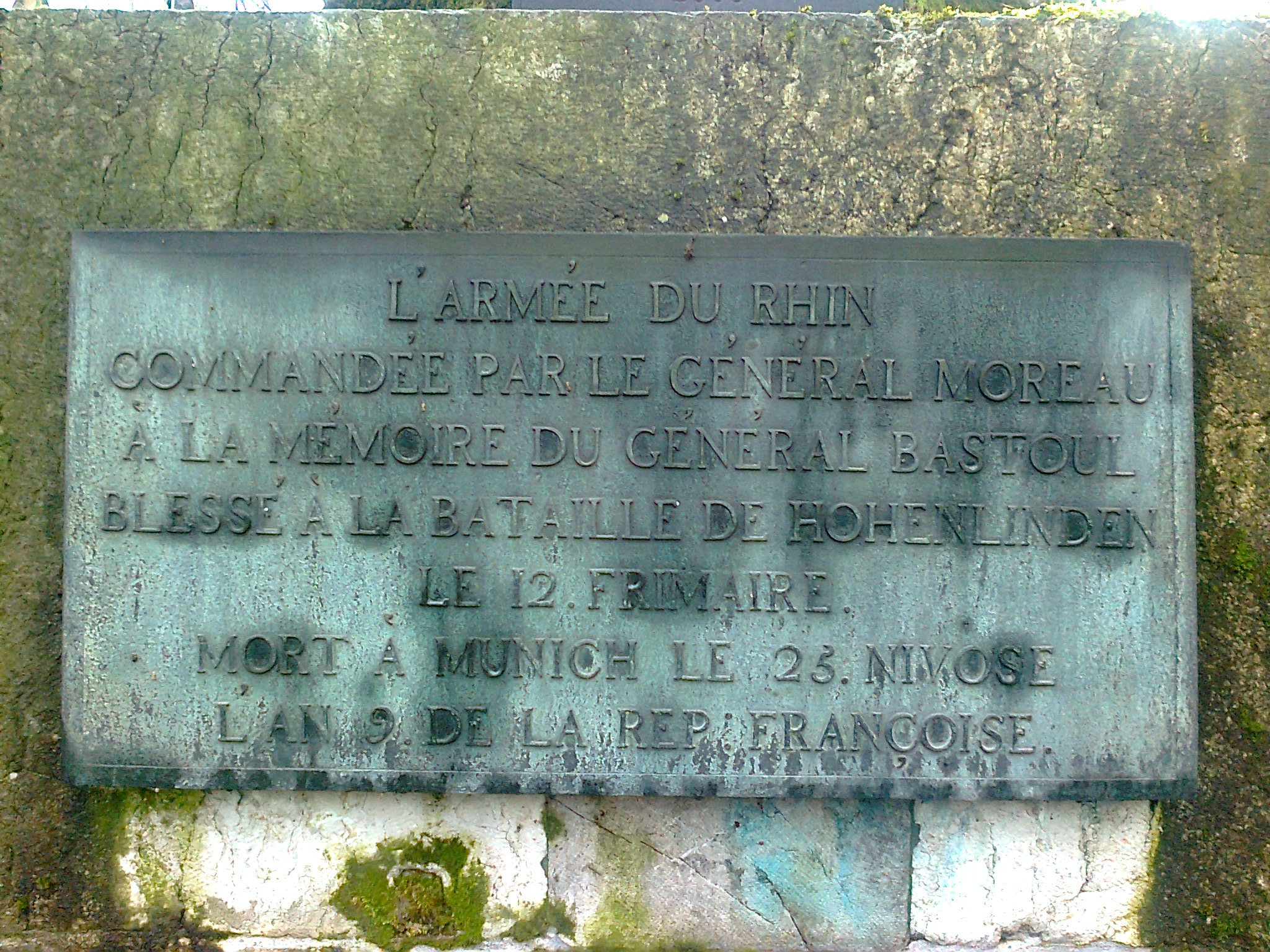
Inschrift auf Bastouls Grabstein mit Datum und Ort seiner Verwundung und seines Todes, die Daten sind im Französischen Revolutionskalender angegeben.

## Ehrungen
- Sein Name findet sich am nördlichen Pfeiler (8. Spalte) des Triumphbogens am Place Charles de Gaulle (Paris)